# La chiamavano... Susy Tettalunga
La chiamavano... Susy Tettalunga (Deadly Weapons) è un film del 1974 diretto da Doris Wishman.

## Trama
Crystal è una manager di un'agenzia pubblicitaria. Dopo che il fidanzato viene ucciso dalla malavita, decide di vendicarlo con l'unica arma che sa maneggiare alla perfezione: i suoi enormi seni. Scoprirà che il mandante dell'omicidio è il padre di lei.

## Critica
Complice la regia pedestre della Wishman, l'erotismo rimane nelle intenzioni, mentre il triste grugno della protagonista dà la sensazione di un'esibizione da freakshow, senza un briciolo del coraggioso entusiasmo dei primi "roughies". (Roberto Curti e Tommaso La Selva)